# Diané Sellier
Diané Sellier (ur. 29 lipca 2001) – francuski łyżwiarz szybki specjalizujący się w short tracku, reprezentujący Polskę od 2021 roku. 
W 2022 roku jako pierwszy reprezentant Polski wygrał zawody Pucharu Świata w short tracku mężczyzn (500 m).

## Życiorys
Był wychowankiem francuskiego trenera Gregory’ego Duranda. Trenował w Font-Romeu-Odeillo-Via, miejscowości oddalonej ponad 900 km od jego rodzinnych stron. Sellier pomimo dobrze zapowiadającej się kariery i pierwszych sukcesów juniorskich, był bliski zakończenia kariery sportowej ze względu na swoje zdrowie psychiczne. Podzielił się swoimi planami z trenerem Durandem, który chciał mu pomóc w pozostaniu przy sporcie.
Do Polski przyjechał w 2020 roku, aby być sparingpartnerem polskich łyżwiarzy. Dołączył do treningów grupy prowadzonej przez Gregory’ego Duranda i Urszuli Kamińskiej, ale nadal chciał reprezentować Francję. Z biegiem czasu zmienił zdanie i po rozmowie z trenerami poprosił o możliwość ubiegania się o miejsce w polskiej kadrze. Twierdził, że „poczuł się w Polsce jak w domu”, co skłoniło go do podjęcia tej decyzji. Polski Związek Łyżwiarstwa Szybkiego zaakceptował jego prośbę i młody zawodnik uzyskał wszelkie pozwolenia na reprezentowanie Polski w zawodach na arenie krajowej i międzynarodowej, m.in. w Pucharze Świata i mistrzostwach świata. W przypadku łyżwiarstwa szybkiego do zmiany barw reprezentacyjnych potrzebny był jedynie wniosek krajowej federacji oraz akceptacja Międzynarodowej Unii Łyżwiarskiej (ISU), którą Sellier uzyskał bez problemu. W grudniu 2021 roku złożył wniosek o polskie obywatelstwo. W sezonie 2021/2022 uzyskał kwalifikację olimpijską na Zimowe Igrzyska Olimpijskie 2022 w Pekinie, ale przez brak polskiego paszportu nie mógł z niej sam skorzystać.
W sezonie 2022/2023 Pucharu Świata, w pierwszych dwóch startach awansował do finału zawodów na dystansie 500 m i zajął w nich dwukrotnie piątą lokatę. 17 grudnia, w trzecich zawodach w sezonie w kazachskim Ałmaty odniósł pierwsze w karierze zwycięstwo na dystansie 500 m, co było zarazem pierwszym zwycięstwem reprezentanta Polski w Pucharze Świata na dystansie 500 metrów w short tracku mężczyzn. Kilka minut po jego zwycięskim starcie polska drużyna mieszana, w składzie: Sellier, Kamila Stormowska, Michał Niewiński i Gabriela Topolska po raz pierwszy w historii awansowała do finału A drużyn mieszanych i zajęła w nim trzecie miejsce (z czasem 2:43,228) za Koreą Południową i Belgią.
14 stycznia 2024 roku Diané Sellier, wraz z Kamilą Stormowską, Nikola Mazur i Michałem Niewińskim zdobyli srebrny medal w sztafecie mieszanej dystansie 2000 m podczas mistrzostw Europy 2024.

## Rekordy życiowe
| Dystans | Czas     | Data       | Miejsce        |
| ------- | -------- | ---------- | -------------- |
| 400 m   | 40,595   | 21.10.2019 | Pekin          |
| 500 m   | 40,148   | 06.11.2022 | Salt Lake City |
| 1000 m  | 1:24,252 | 11.02.2023 | Dordrecht      |
| 1500 m  | 2:14,509 | 25.11.2021 | Dordrecht      |
| 3000 m  | 5:18,169 | 16.12.2017 | Nantes         |

## Mistrzostwa Europy
| Dystans                  | 2023 | 2024 |
| ------------------------ | ---- | ---- |
| 500 m                    | 10   | 4    |
| 1000 m                   | 6    | 7    |
| 1500 m                   | 4    | 6    |
| Sztafeta 5000 m          |      |      |
| Sztafeta mieszana 2000 m | 8    |      |

## Puchar Świata
Źródło: .

### Miejsca w klasyfikacji generalnej

#### 500 metrów
| Sezon     | Miejsce |
| --------- | ------- |
| 2022/2023 |         |

#### Zwycięstwa w zawodach indywidualnych Pucharu Świata chronologicznie
| Nr | Data            | Miejscowość | Dystans |
| -- | --------------- | ----------- | ------- |
| 1. | 17 grudnia 2022 | Ałmaty      | 500 m   |

#### Miejsca na podium w zawodach indywidualnych Pucharu Świata chronologicznie
| Nr | Data            | Miejscowość | Dystans | Miejsce |
| -- | --------------- | ----------- | ------- | ------- |
| 1. | 17 grudnia 2022 | Ałmaty      | 500 m   | 1.      |

#### Miejsca na podium w zawodach drużynowych Pucharu Świata chronologicznie
| Nr | Data            | Miejscowość | Dystans          | Miejsce |
| -- | --------------- | ----------- | ---------------- | ------- |
| 1. | 17 grudnia 2022 | Ałmaty      | drużyna mieszana | 3.      |

## Olimpijski festiwal młodzieży Europy
| 2017 | Erzurum | 3 | 1 | 6 |  |